# Johannes Bernardus van Bree
Johannes Bernardus van Bree (* 29. Januar 1801 in Amsterdam; † 14. Februar 1857 ebenda) war ein niederländischer Komponist der Romantik.

## Leben und Wirken
Bree war Schüler von Jan Georg Bertelmann. Er galt Anfang des 19. Jahrhunderts als einer der talentiertesten Musiker der Niederlande. Zunächst war van Bree als Violinist solistisch erfolgreich, wurde aber später Dirigent bei Felix Meritis, dem ‚Vorgänger’ des Concertgebouw. Seine Musik orientierte sich leicht an deutschen Komponisten wie Felix Mendelssohn Bartholdy und Louis Spohr und am leichteren französischen Stil von Hector Berlioz und François-Adrien Boieldieu. Während der Belgischen Revolution von 1830 schrieb er eine Reihe patriotischer Lieder, die ihm den Titel Nationalkomponist einbrachten.
Van Bree komponierte zahlreiche Messen, Kantaten, zwei Opern, zwei Sinfonien, vier Ouvertüren, vier Streichquartette, Märsche für Blasorchester, Klavierstücke und viele andere Arrangements.
Von 1846 bis 1851 war er Mitglied der Königlich Niederländischen Akademie der Wissenschaften.

## Werke
- Allegro für 4 Streichquartette
- Andante für Streichorchester
- Saffo, Oper (1834)
- Le Bandit, opéra comique (1840)